# Geschichte der Unternehmen der Stadt Aschersleben

Wappen der Stadt Aschersleben

Dieser Artikel befasst sich mit der Geschichte der Industrialisierung der Stadt Aschersleben.

## Werkzeugmaschinenfabrik

Billeter & Klunz, um 1890

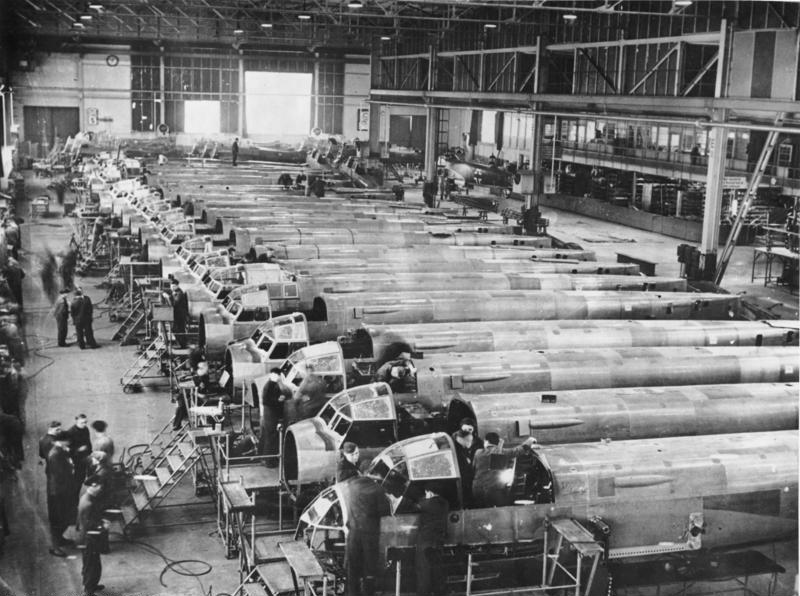
Ju 88-Zellenbau in Aschersleben

1857 wurde von den Unternehmern Billeter und Klunz eine Reparaturwerkstätte gegründet. Sie entsprach dem Bedarf, da es rings um die Stadt eine im Aufblühen befindliche Kaliindustrie gab. Im Jahr 1864 entstand eine kleine Gießerei. 1883 konstruierte Billeter die erste Einständer-Hobelmaschine. Nach dem Deutsch-Französischen Krieg 1870/1871 wurde auch der Schleifmaschinenbau aufgenommen. Um die Jahrhundertwende wurde der Betrieb mit 150 Mann in eine Aktiengesellschaft umgewandelt, die unter US-amerikanischem Einfluss stand, da sich 56 Prozent des Aktienkapitals im Besitz von US-Konzernen befand. Die „Werkzeug-Maschinenfabrik u. Eisengießerei Billeter u. Klunz A.G.“ zählte ab 15. Juni 1934 zu den ersten deutschen Unternehmen, die den Straßenroller-Transport aufnahmen, gefolgt von der Wolldeckenfabrik „Gebrüder Ludewig“. Nach dem Zweiten Weltkrieg wurde der Betrieb das Werk I des VEB Werkzeugmaschinen Fabrik Aschersleben (WEMA). 1948 wurden die ersten Hobel- und Schleifmaschinen und im Laufe der Jahre die größten und schwersten Hobelmaschinen der DDR gebaut. Ferner wurden im Jahr 1953 die neu entwickelte Portal-Fräswerke in die Fabrikation des Werkes aufgenommen.
Der Ingenieur und Erfinder Wilhelm Schmidt kam 1895 in die Stadt und baute unter der Firma W. Schmidt & Co. die von ihm erfundenen Heißdampfmaschinen (Überhitzer); im Jahr 1898 gründete er mit Hilfe von Bankkrediten die Ascherslebener Maschinen-Aktiengesellschaft (AMA). Im Industriegebiet An der Wilslebener Straße baute er die laut örtlicher Presse „größte Maschinenbauanlage Deutschlands“. 1901 erfolgte die Ausgliederung der Abteilung für Dampfkessel und Dampfmaschinen an die Osterkamp & Co. GmbH in der Weststraße 25. Die AMA wurde schließlich im Jahr 1924 aufgekauft und die Produktion nach Magdeburg verlagert. Der Abriss des Ascherslebener Werkes erfolgte bis zum Jahr 1934.
Auf dem Gelände wurde während der Zeit des Nationalsozialismus ein Zweigbetrieb der Junkers Flugzeug- und Motorenwerke errichtet, in dem Flugzeugrümpfe für die Ju52, Ju 87 und Ju 88 hergestellt wurden. Im Krieg durch Luftangriffe stark beschädigt, wurde das Werk nach dem Krieg komplett abgerissen. 1951 begann auf diesem Gelände der Bau des WEMA-Werks III mit mehreren großen Hallen, für den neugeschaffenen Betrieb VEB Werkzeugmaschinen Fabrik Aschersleben (WEMA). Mit über 2500 Mitarbeitern war der Betrieb zu DDR-Zeiten zusammen mit dem Werk I größter Arbeitgeber der Stadt. Nach der Wende wurde die WEMA von der Schiess AG übernommen. Im Jahr 2004 wurde sie durch die SMTCL-Gruppe, einem der größten Maschinenbaukonzerne Chinas, gekauft und hat heute wieder über 350 Mitarbeiter. Im Jahre 2019 ging die Schiess GmbH insolvent.  Seit  2019 ist Guochuang Windenergieanlagen Ltd (Binzhou) der Besitzer der früheren Schiess und firmiert unter SCHIESS Werkzeugmaschinenfabrik GmbH.

## Kaliwerke

Kaliwerk in Aschersleben, um 1900

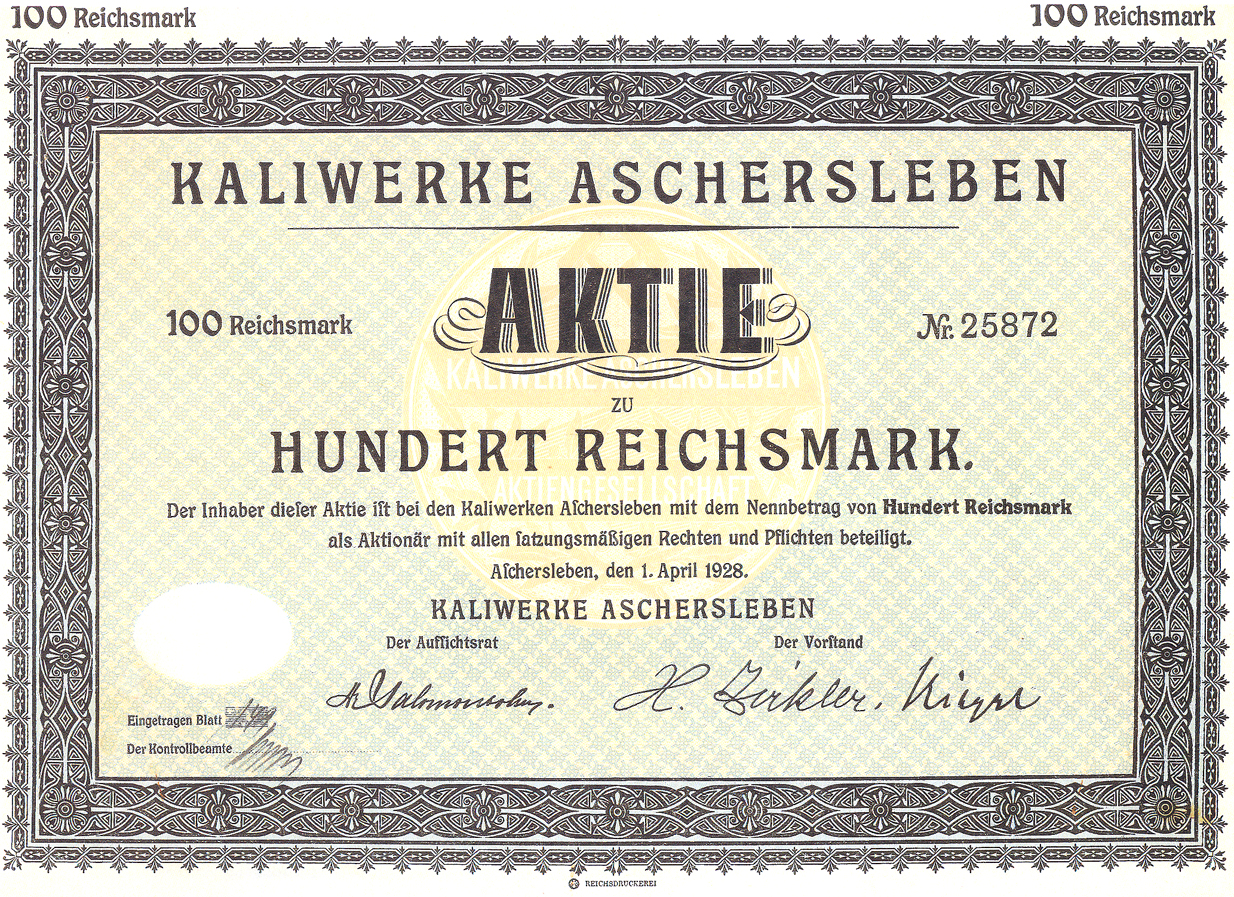
Aktie der Kaliwerke Aschersleben von 1928

Der Kalibergbau in Aschersleben ging von der britischen Continental Demond Bork Baring Compagnie in London aus. Das Konsortium führte, ähnlich wie in Stassfurt, um Aschersleben herum ab 1876 erfolgreiche Probebohrungen durch. Der erste Schacht entstand 1882 nach viereinhalb Jahren Bauzeit. Ab Januar 1883 wurde Kalisalz gefördert, hauptsächlich Carnallit. Das Unternehmen hatte inzwischen der Bergbau-Unternehmer Schmidtmann übernommen. Dieser gründete 1883 die Gewerkschaft Kaliwerke Aschersleben, die 1889 in eine Aktiengesellschaft umgewandelt wurde. Sie entwickelte sich schnell zu einem der größten deutschen Kaliunternehmen. Durch die Fusion mit der Consolidierte Alkaliwerke Westeregeln AG und der Salzdetfurth AG 1922 gehört sie zu den Vorläuferunternehmen der K+S. 1937 wurde mit der Gründung der Vereinigte Kaliwerke Salzdetfurth AG mit Sitz in Berlin die geplante endgültige Verschmelzung dieser drei Unternehmen vollzogen und damit, wie es im Vorstandsbericht hieß, die „bisherige Verschachtelung“ beseitigt. Bis zum Ende des Jahrhunderts wurden zunächst vier, später insgesamt sieben Schächte in Betrieb genommen. Das Werk hatte bis zu 1000 Mitarbeiter. Nach dem Zweiten Weltkrieg enteignete die SMAD auch die Kaliwerke in Thüringen und Sachsen-Anhalt und ordnete sie der Sowjetischen Aktiengesellschaft für Kalidüngemittel in Deutschland zu. Damit waren die östlichen Werke der Wintershall AG und der Salzdetfurth AG enteignet. Der VEB Kali- und Steinsalzbetrieb „Saale“ übernahm die Werke in Aschersleben-Schierstedt, Staßfurt und Bernburg. Der letzte Schacht in Klein Schierstedt wurde 1958 geschlossen. Damit war der Kalibergbau in Aschersleben und Umgebung Geschichte. Auf dem Gelände des Schachts IV wurde der VEB Karosseriewerk Aschersleben eingerichtet, wobei fast alle Gebäude des ehemaligen Kaliwerks samt Abraumhalde aus Kalisalz bis heute erhalten blieben. Das Karosseriewerk, ein ehemaliger Militärbetrieb der DDR, ist nicht mehr erhalten.
Heute existieren auf dem Gelände einige kleinere Handwerksbetriebe, sowie die Fahrzeugwerke Aschersleben, die mit wenigen Mitarbeitern Fahrzeugteile für Kofferaufbauten produziert.

## Braunkohleförderung
Der Gutsbesitzer Schultze ritt 1828 von Aschersleben nach Hecklingen und sah, wie Arbeiter in der Nähe des Johannishospitals einen Brunnen reinigten. Dabei bemerkte er, dass Braunkohle mit zu Tage kam und unerkannt weggeworfen wurde. Dies berichtete er dem Justizkommissar Eduard Douglas, der die Information an seinen Vater Wilhelm Douglas, seit 1795 evangelischer Pfarrer in Aschersleben, weitergab. Am 24. Mai 1828 erhielt Regierungsreferendar Douglas, ein Sohn des Pfarrers Wilhelm Douglas, die Konzession für die Grube „Georg“. Am 30. Juni 1828 fördert sie erstmals Braunkohle im Untertagebau. Die Familie Douglas aus Aschersleben erwarb 1835 in der Nähe von Königsaue eine Braunkohlengrube. Diese förderte 50.000 Tonnen Kohle pro Jahr, die bis 1873 im Douglas’schen Paraffinwerk in Aschersleben und später zu Briketts verarbeitet wurde. 1837 trat Eduard Douglas in das Unternehmen des Bruders Georg Gustav Douglas ein.
Die Familie Douglas erwarb 1854 Schürfrechte für große Teile der 14 km langen und 6 km breiten Braunkohlenlagerstätte und eröffnete die Gruben „Georg“ bei Aschersleben und „Jakob“ bei Königsaue. Die Gruben „Antonie“ und „Angus“ wurden im Jahre 1857 übernommen und konsolidierten am 12. Dezember 1857 als Vereinigte Braunkohlengrube Georg. 1862 betrugen die Fördermengen der Braunkohlengrube Georg Aschersleben über 100.000 Tonnen, der Consolidierten Braunkohlengrube Jacob Königsaue 17.865 Tonnen und der Gewerkschaft „Friedrich Julius“ Wilsleben 31.494 Tonnen.
Anfang des 20. Jahrhunderts erlosch die Braunkohlenförderung unmittelbar an der Stadtgrenze von Aschersleben. Die größten Kohlemächtigkeiten wurden beim Nachterstedter Hauptflöz mit 30 bis 50 m erreicht. In der Braunkohlenlagerstätte Königsaue waren bis zu vier Flöze mit Mächtigkeiten zwischen 2 m und 13 m ausgebildet. Die Kohleförderung im Tagebaubetrieb begann im Planungsraum im Jahr 1856 mit dem Aufschluss des Tagebaus Nachterstedt im Norden des jetzigen Ortes Nachterstedt. Sie vollzog sich bis zum Jahre 1991 in weiteren Tagebauen und deren Baufeldern. Es entstanden 1928 die Tagebaue bei Nachterstedt und 1965 bei Königsaue, nachdem beide Orte umgesiedelt wurden.

## Papierverarbeitung

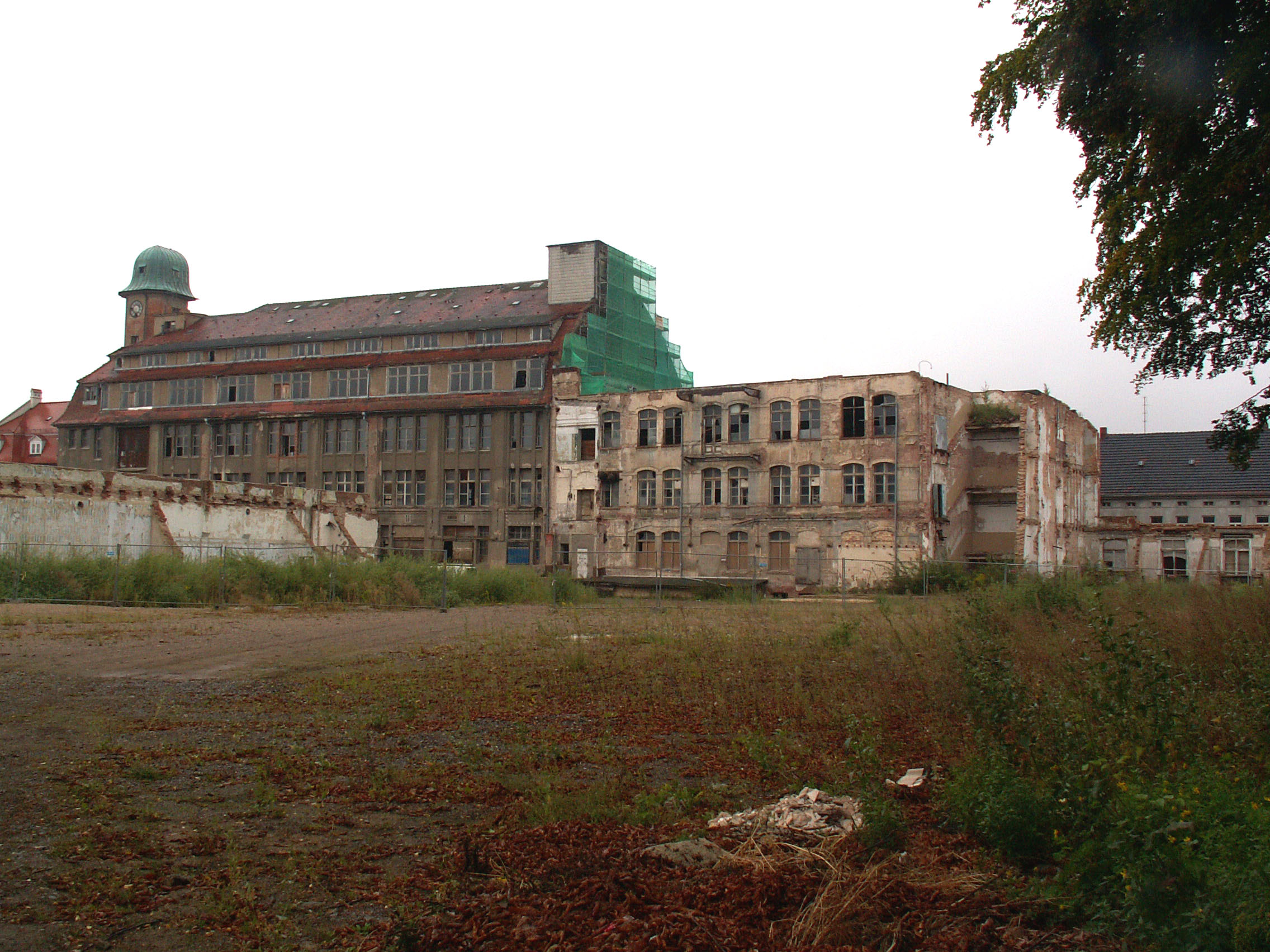
Fabrikgebäude, Foto aus dem Jahr 2007

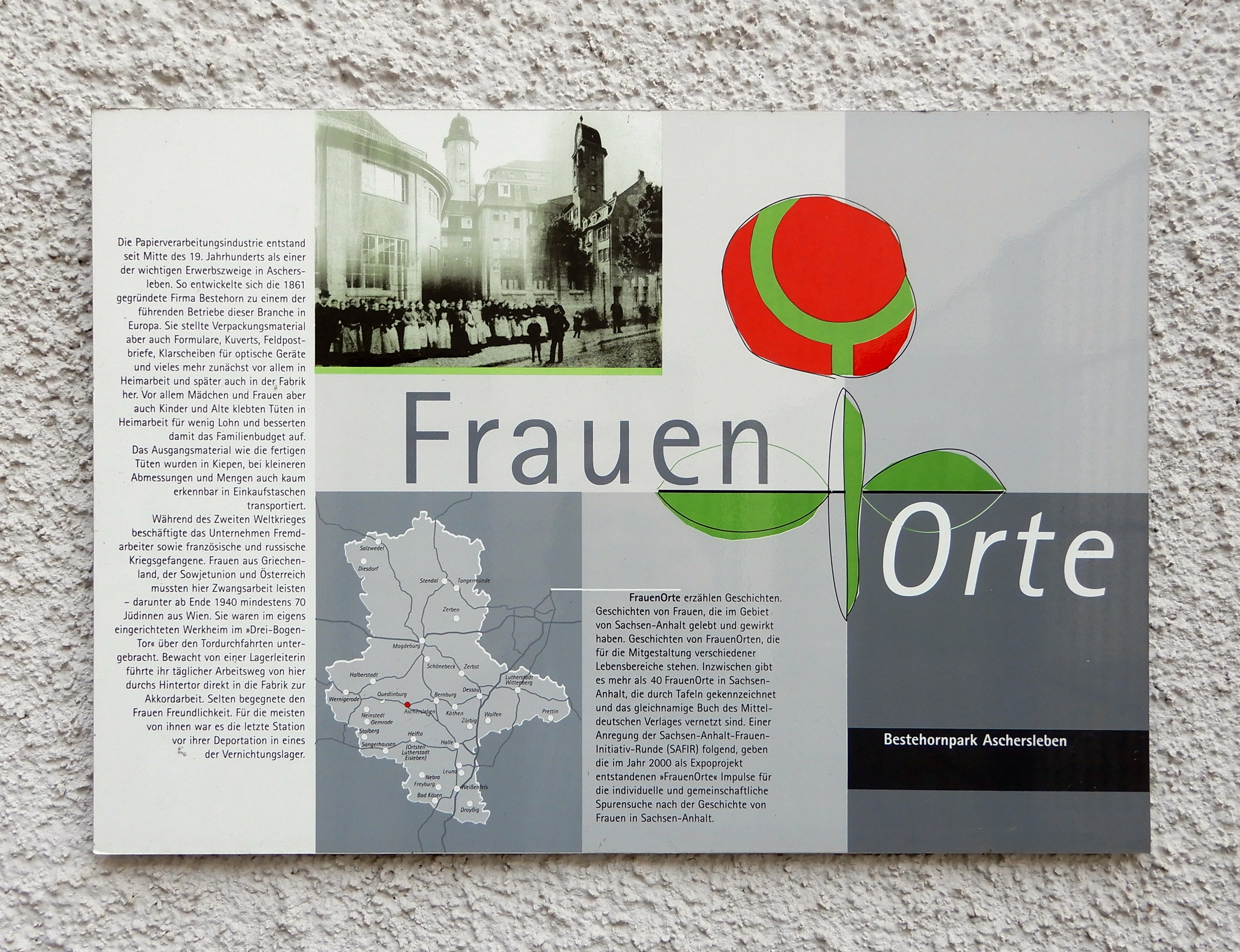
Infotafel Frauen-Orte am Dreibogentor

Der Unternehmer H. C. Bestehorn begann 1861 mit der industriellen Produktion von Papierverpackungen, Tüten und Briefumschlägen. Auf der Weltausstellung in Paris entdeckte er eine dampfbetriebene Couvertmaschine. Er kaufte zwei Exemplare und führte sie somit als erster in Deutschland ein. Er steigerte damit die Produktion von 5000 Couverts täglich auf das Zehnfache und konnte mit großem Gewinn produzieren. Am Ende des Jahrhunderts produzierte er auf 16.000 m² Fläche u. a. auch Verpackungen für Tee, Kaffee, Kakao und Tabak, den Kolonialwaren. Er exportierte in die ganze Welt und in Spitzenzeiten wurden bis zu 600 Angestellte beschäftigt. Der Heckner-Riese entworfen vom Architekten Hans Heckner, das weithin sichtbare Fabrikgebäude von 1911 mit Uhrenturm und Dreibogentor zeugt von dieser Entwicklung zur „einst größten Papierfabrik des Kontinents“. 1926 kaufte das Unternehmen die Papierfabrik Gerson zur Erweiterung der Produktionskapazität.
Während des 2.Weltkriegs wurden neben Fremdarbeitern auch belgische, französische und russische Kriegsgefangene beschäftigt. Auch Frauen aus Griechenland, der Sowjetunion und Österreich mussten hier Zwangsarbeit verrichten. Darunter mind. 70 Jüdinnen aus Wien, unter ihnen war auch die spätere Juristin und Schriftstellerin Edith Hahn Beer (1914–2009). 1945 wurde das Unternehmen durch die SMAD enteignet, es wurde der VEB Optima gegründet, der zum führenden Betrieb der Verpackungsmittelindustrie in der DDR avancierte und 1986 etwa 1.500 Beschäftigte hatte. Nach 1990 wurde die Produktion zunächst als „Optima GmbH“ fortgesetzt, jedoch kurze Zeit später am Standort eingestellt.
Ab 1991 stand fast das gesamte Fabrikgelände an der Wilhelmstraße leer, ab 2003 erfolgte der Abriss der Hallen bis auf das Ensemble von Hans Heckner. Zwischen 2003 und 2010 wurde das etwa 3 ha große Areal im Rahmen der Internationalen Bauausstellung IBA Stadtumbau 2010 und der Landesgartenschau 2010 umgestaltet und zunächst der Neubau einer Blumenhalle sowie der Landschaftspark „Bestehornpark“ errichtet. Nach Umbau und Sanierung der erhaltenen Gebäudeteile an der Wilhelmstraße sowie des nach Norden angrenzenden Areals beherbergt das „Bildungszentrum Bestehornpark“ heute zwei Grundschulen, eine Sekundarschule, Räume der Fachhochschule Polizei und die Kreativwerkstatt der Stadt Aschersleben sowie die Grafikstiftung Neo Rauch. 2012 wurde das Gelände des Bildungszentrum noch um eine Zweifeldsporthalle erweitert und 2014 die Außensportanlagen fertiggestellt.

## Förderanlagenbau
Um 1850 wurde in der Georgstraße die Wetzel Maschinenfabrik und Eisengießerei GmbH gegründet. Am Anfang brachte die Herstellung spezieller Armaturen für die hiesigen Kaliwerke großen Absatz, doch mit der Zeit gewann die mechanische Bearbeitung von Metall mehr an Bedeutung. Nach der Neuerrichtung eines größeren Werkstattgebäudes in der Georgstraße im Jahre 1905 wurde im gleichen Jahr der Bau von Schnellverseil-, Korbverseil- und Spul-Maschinen aufgenommen. Im Jahr 1946 steigerten sich die Exportaufträge an Schnellverseilmaschinen, Spulmaschinen und Modelleinrichtungen, sodass man das Drei-Schicht-System einführte und einen größeren Standort suchte. Nach längeren Bemühungen hatte man in der ehemaligen MUNA die geeigneten Räume gefunden und die Verlegung der Mechanischen Werkstätten und der Verwaltung dorthin beschlossen. Die alte Gießerei blieb weiterhin im alten Betrieb. Nach dem erfolgten Ausbau der neuen Produktionsstätte wurde die Verlagerung bis Juli 1950 durchgeführt. Später wurde aus dem Betrieb der VEB Förderausrüstungen Aschersleben, ein Betrieb des Kombinats TAKRAF. Er stellte Gurttrommeln für Förderbänder her.
Heute befindet sich die Firma RULMECA auf dem Gelände und fertigt in langer Tradition schwere Tragrollen, Gurttrommeln und Trommelmotoren für Förderanlagen. Sie beschäftigt 118 Mitarbeiter.

## Tiefbohrunternehmen

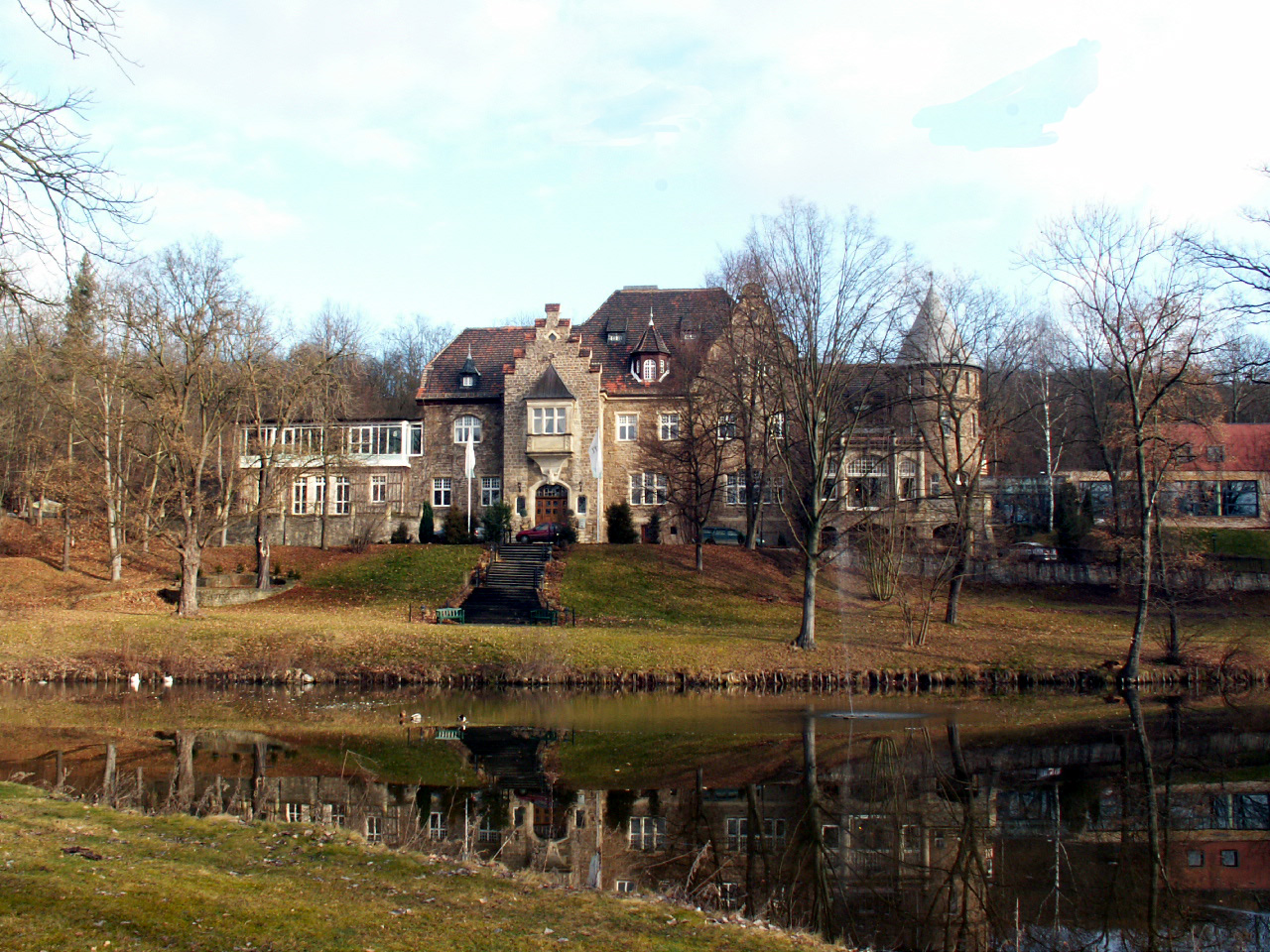
Villa Lapp bei Aschersleben

Die Heinrich Lapp AG für Tiefbohrungen wurde 1888 vom Ingenieur Heinrich Lapp gegründet. Lapp besaß Patente auf Diamant- und Meißel-Bohrungen und erkannte schnell die Zeichen der Zeit, da der Bedarf nach Kohle, Erzen, Salz und Wasser groß war. Das Unternehmen beschäftigte sich vor allem mit dem Erkunden von Kalisalzlagerstätten. Später engagierte er sich unter anderem mit der Erkundung von Erdöllagerstätten am Kaspischen Meer. Lapp beschäftigte 38 Mitarbeiter und betrieb 13 Bohrtürme. Nach Lapps Ausscheiden wurde aus seinem Unternehmen 1919 die Deutsche Tiefbohr-AG (Deutag). Zu DDR-Zeiten wurde aus dem Betrieb der VEB Geologische Bohrungen Aschersleben, der heute nicht mehr existiert.
Auf dem Höhepunkt der Entwicklung baute Heinrich Lapp sich in den Westerbergen im Salzkoth eine 1906 fertiggestellte Villa. Nachdem sie nach dem Ersten Weltkrieg verkauft und nach dem Zweiten Weltkrieg bis 1990 als orthopädische Kinderkurklinik betrieben worden war, begann Ende 1992 der umfangreiche Umbau des Hauses. Heute gehört die Villa Westerberge der European Tax and Law GmbH, die hier Führungskräfte, Steuerberater, Rechtsanwälte und Wirtschaftsprüfer fortbildet.

## Rohrleitungs- und Behälterbau
Aus einer 1898 gegründeten Kupferschmiede wurde im Jahre 1916 die Firma Thieme. Diese errichtete im Jahre 1926 eine größere Montagehalle in der Heinrichstraße und entwickelte sich dank vieler Aufträge aus der Kaliindustrie und der Rüstungsindustrie zu einem mittelständischen Unternehmen. Die Fertigung umfasste komplette Heizungs- und Belüftungsanlagen, sowie Rohrleitungen für Dampf-, Gas- und Wasseranlagen. Nach dem Zweiten Weltkrieg wurde Robert Thieme im September 1948 enteignet. Es erfolgte der Erwerb der Hallenkrananlage der ehemaligen Flak-Kaserne an der Güstener Straße. Der Betrieb hieß zu DDR-Zeiten VEB Rohrleitungsbau Aschersleben fertigte unter anderem Großrohre und baute das Betriebsgelände an der Güstener Straße weiter aus. Heute produziert die MCE Industrietechnik auf dem Gelände vor allem Rohrleitungen für Kraftwerksanlagen.

## Getreide- und Baustoffhandel

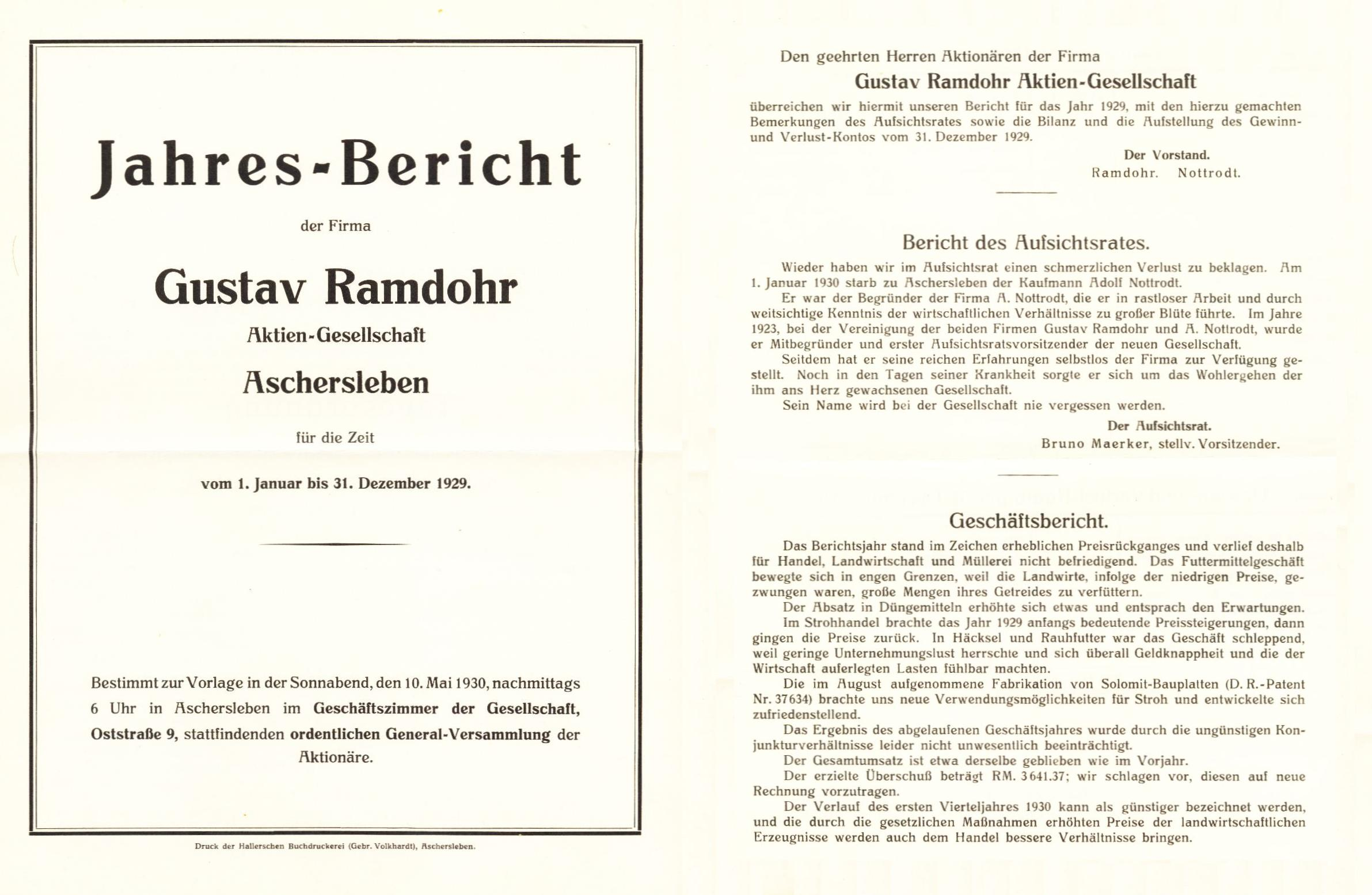
Jahresbericht 1929 der G. Ramdohr AG Aschersleben

Eine seit 1857 bestehende Firma wurde im Jahr 1868 von Bäckermeister Gustav Adolf Ramdohr übernommen. Durch Handelsbeziehungen und den Ausbau des Eisenbahnnetzes wuchs das Unternehmen Gustav Ramdohr AG rasch und dehnte seine Geschäftsfelder vom Handel mit Weizen und Braugerste bis nach Amerika aus. Vom Firmensitz im Haus am Markt 23 wurde der Betrieb an das Gelände an der Ost- und Unterstraße verlagert, wo Anschlussgleise und Kornspeicher errichtet wurden. Ramdohr wurde wiederholt zum Stadtrat gewählt und 1893 als Sachverständiger in die Börsenenquetekommission berufen. 1899 wurde ihm der Ehrentitel Kommerzienrat vom Deutschen Kaiser verliehen. 1910 übernahmen seine Söhne Willy M. Ramdohr (1865–1940, ohne Nachkommen) und Richard Ramdohr die Geschäftsführung. Er war auch Großmeister der Ascherslebener Freimaurerloge. Im Ersten Weltkrieg versorgte das Unternehmen die Truppenteile im Osten mit Getreide. Sogar Kaiser Wilhelm II. war einmal zu Gast bei Kommerzienrat Gustav Ramdohr in Aschersleben. 1923 übernahm die Ramdohr AG die Firma A. Nottrodt und vertrieb nun auch Düngemittel, Rauhfutter, Häcksel, Stroh und stellte Stroh-Bauplatten (Solomit) her. Ab ca. 1940 führte der Enkel des Firmengründers, Hans-Richard Ramdohr, mit seiner ersten Ehefrau Annemarie Ramdohr geb. von Arnim gemeinsam und ab 1949 allein das Unternehmen weiter, scheiterte aber an Schikanen des DDR-Regimes und wurde schließlich enteignet, nachdem man seine Getreidespeicher angezündet hatte. Die 2. Ascherslebener Groß-Getreidefirma Just (Vater der Mutter von Richard Ramdohr) wurde ebenfalls enteignet und nach der Wende fortgeführt als BARO GmbH. Liselotte Fürst-Ramdohr, die Schwester von Hans Ramdohr, war Mitglied im inneren Kreis der Nazi-Widerstandsbewegung Weiße Rose und verstarb 2013 im Alter von 99 Jahren. Die geschiedene 1. Ehefrau Annemarie geb. von Arnim von Hans-Richard Ramdohr heiratete in zweiter Ehe den Verleger Wolfgang Volkhardt, der den Ascherslebener KA-BE Verlag mit einer Produktionsfläche von 6.000 m² nach der Flucht aus der DDR 1953 in Göppingen wieder aufbaute und zahlreiche Patente erwarb. Der Ramdohr'sche Getreidehandel wurde ab den 1970er Jahren in Form der staatlichen VEB Ascherslebener Getreidehandel weitergeführt, die später in der Saalemühle GmbH (heute: Saale Mühle) aufging und nach Alsleben verlagert wurde, wo der Getreidehandel mit großen Silos und eigener Hafenanlage bis heute weiter betrieben wird. Der Sohn Hans Ramdohrs, Ulrich Richard Ramdohr, baute außerdem Teile des ehemaligen Ascherslebener Werksgeländes mit Zukäufen auf 24.000 m² (+ Eigentum und Beteiligungen an weiteren 50.000 m² Grund) zu einem Hotel mit Veranstaltungs- und Weiterbildungsgebäuden um. Die alten Speichergebäude werden im alten Stil zu Lofts (Arbeiten+Wohnen) umgenutzt, vorn im alten Kontorgebäude wird das Ramdohr-Handels-Kontor expandieren. Außerdem betreibt er dieses Geschäft neben seiner Immobilien- und Wohnungsgesellschaft in Süddeutschland erfolgreich. Ab 2025 wird zusätzlich in Aschersleben eine Bierbrauerei und Bierhandel wieder errichtet, die an die Bierbrauertradition seines Ur-Urgroßvaters anknüpfen soll. Seine Tochter Ricarda Isabella Laura Ramdohr wird die Geschäfte einmal weiterbetreiben.

## Gewürz- und Samenanbau
Die Tradition des Majoran-Anbaus begann im Jahre 1890, als insbesondere in den Seedörfern um Aschersleben die Majorankultivierung auf Ackerflächen einsetzte. Im Jahre 1906 wurde das erste Majoranwerk durch den Unternehmer Gustav Biedermann gegründet und 1918 entstanden in Aschersleben vier Verarbeitungsbetriebe und je ein Betrieb in Königsaue, Ermsleben, Cochstedt und Groß-Börnecke. Bereits 1919 wurden 95 Prozent des Bedarfs in Deutschland von Aschersleber Betrieben gedeckt. 1990 wurden 100 Jahre Majoran-Anbau und -Verarbeitung in Aschersleben gefeiert. Heute werden verschiedene Sorten wie z. B. Thüringer Majoran oder Thüringer Gartenthymian durch die Firma MAWEA angebaut und verarbeitet.
Den Samenanbau führt der Betrieb Gartenland GmbH als Zweigbetrieb der Quedlinburger Saatzucht durch. Hierzu wurde Anfang des 21. Jahrhunderts im Gewerbegebiet ein neues Werk errichtet. Im Sortiment befinden sich neben Blumensamen auch Zierkürbisse, Sonnenblumen, Asia-Gemüse, Bio-Saatgut und Saatbänder.